# کپور نقره‌ای
کپور نقره‌ای (نام علمی: Hypophthalmichthys molitrix) یا فیتوفاگ، نام یک گونه از تیره کپورماهیان است. این ماهی بومی چین و شرق سیبری است و برای پرورش ماهی به نقاط دیگر دنیا معرفی شده و در بسیاری از مناطق به صورت گونه مهاجم درآمده و باعث خسارات محیط زیستی شده‌است.

## تن‌شناسی
دندان حلقی یک ردیفی (۴-۴)؛ بیشینه درازا ۱۱۷ (میانگین ۳۷)سانتی متر؛ بیشینه وزن ۳۰ کیلوگرم (میانگین ۱۲۰۰ گرم)؛ بدن این ماهی نقره‌ای رنگ، دوکی شکل و از دو پهلو فشرده شده‌است و با فلس‌های ریز پوشیده شده‌است؛ سر ماهی حجیم و سنگین و در انتها باریک می‌شود؛ چشم‌ها به پائین سر نزدیک است؛ خارهای آبششی طویل تر از رشته‌های آبششی بوده و متراکم و به هم چسبیده هستند؛ دهان کوچک و انتهایی و اندکی متمایل به سمت بالاست؛ خط جانبی دارای انحنای کامل است؛ شکم از گلو تا مخرج دارای کیل شکمی تیز است.
تغذیه: از پلانکتون‌های گیاهی.

## زیست‌شناسی
محل اصلی زندگی این ماهی رودخانه آمور است. ماهیان کپور نقره‌ای هنگامی که درجه آب ۲۳-۲۱ درجه سانتی گراد و رودخانه در حال سیلاب و گل آلودگی باشد به صورت دسته جمعی اقدام به تخم ریزی می‌کنند. در صورتی که آب ساکن باشد عمل تخم ریزی به هیچ عنوان صورت نمی‌گیرد، از اینرو هنگام تکثیر مصنوعی این ماهی، تنها وسیله برای القا تخم ریزی آن، تزریق هورمون هیپوفیز به این ماهی است.
تعداد تخم‌ها ۱۵۰۰۰۰۰-۲۰۰۰۰۰ عدد بوده، به قطر ۱-۰٫۷ میلی‌متر می‌باشند. پس از ۱٫۵ روز تخم‌ها شکفته شده ولاروها پس از استفاده از کسیه زرده و اتمام آن از جلبک‌های چند میکرونی و در صد ناچیزی از پلانکتون‌های جانوری تغذیه می‌کنند، از اینرو این ماهی به نام فیتو فاگ هم خوانده می‌شود. ماهیان نر کپور نقره‌ای در زیستگاه خوددر ۶-۴ سالگی و ماده‌ها در ۶-۵ سالگی بالغ می‌شوند. تکثیر و پرورش این ماهیان به همراه ماهی علفخوار، ماهی کپور و ماهی کپور سر گنده در بیشتر کشورها از رونق چشمگیری برخوردار است. در ایران نیز پرورش این ماهی به علت تغذیه آن از پلانکتون‌های گیاهی که از تولیدات طبیعی استخر هاست از اهمیت ویژه‌ای برخوردار است. این ماهیان خواب زمستانی دارند؛ به صدا حساسند و جذب صدا می‌شوند و تا ۱٫۵ متر از آب بیرون می‌پرند.